# モアザンワーズ
「モアザンワーズ」は、坂本真綾の21枚目のシングル。2012年7月25日にFlyingDogから発売された。

## 概要
表題曲「モアザンワーズ」は、アニメ映画『コードギアス 亡国のアキト』テーマソングとして使用された。シングルとしては岩里祐穂と菅野よう子とのタッグは「tune the rainbow」以来となる。
本作以降の作品のジャケットデザインは木村豊が手掛ける。
初回限定盤、通常盤の2種リリースで、初回限定盤には表題曲のPVを収録したDVDが同梱されている。ジャケットやPVは一見すると合成したかのようになっているが、実際には合成を使用せず全てアナログで行なっている。例えばPVでは坂本が2人映っているが、これはあくまでも1人の人物が2人いるように見せているだけである。
累計出荷枚数は1.6万枚。

## 批評
『Billboard JAPAN』「HotShotDiscs」の平賀哲雄は、「分かり易いポジティブな言葉を並べ立てるのではなく、現実と向き合うことで生きていることを認識させる芸術作品としてのポップミュージック」と評した。

## 収録曲
（全作曲・編曲：菅野よう子）
1. モアザンワーズ [5:08]
作詞：岩里祐穂
  - アニメ映画『コードギアス　亡国のアキト』主題歌

坂本曰く「言葉では説明できないような、独特な世界観を持った曲」で、実際『コードギアス　亡国のアキト』の監督の赤根和樹からバラードのオーダーを受けていたが、菅野が作成したデモではバラードと呼べるか微妙なものに仕上がっていた。また、歌う際はオケが重厚で奥行き感があるため、シンプルに歌うよう心掛けたという[1]
歌詞中に登場する「自由ってせつなくないですか?」は、数年前に岩里とプライベートで話した際に出たもので、坂本に歌ってもらうその日が来るまでストックしていた。また、従来まではメロディーに合わせて歌詞を作成していたが、今作ではメロディーにとらわれず、多めに入れるよう依頼したという。そのため坂本、菅野、岩里の3人で、フレーズを考える手法がとられた。なお完成に際し赤根は「すごくよかった」と絶賛した[1]。
2. デコボコマーチ（隊列は君に続く） [5:00]
作詞：坂本真綾
3. 木登りと赤いスカート ‐Live Version‐ [5:51]
作詞：岩里祐穂
  - シークレットトラック

「Live 2011 in the silence」@東京 天王洲・銀河劇場より

DVD（初回限定盤のみ）
1. モアザンワーズ （Music Clip）